# Foiled for the Last Time
Foiled for the Last Time ist das zweite Livealbum von Blue October und gehört zu den Spin-offs der Foiled-Veröffentlichungen. Das Album wurde während des Konzerts At Subbs am 24. März 2007 aufgenommen und unter dem Label Universal Records veröffentlicht. Das Album enthält 2 CDs. Die erste CD heißt Foiled + und beinhaltet neben den 13 Songs des Albums Foiled, den Song Calling You und zweimal den Song X Amount Of Words als Remix von Paul Oakenfold und Carmen Rizzo. Die zweite CD enthält das Livekonzert At Stubbs, das am 24. März 2007 in Austin stattfand. Die Songs Angel und Let it Go wurden nur bei diesem Konzert aufgeführt. Später auf der Teach Your Baby Well Tour wurden diese jedoch nicht gespielt. Das Album erschien am 25. September 2007.

## Tracklist

### Foiled+
- 1. You Make Me Smile
- 2. She’s My Ride Home
- 3. Into the Ocean
- 4. What If We Could
- 5. Hate Me
- 6. Let It Go
- 7. Congratulations (feat. Imogen Heap)
- 8. Overweight
- 9. X Amount of Words
- 10. Drilled a Wire Through My Cheek
- 11. Sound of Pulling Heaven Down
- 12. Everlasting Friend
- 13. 18th Floor Balcony
- 14. Calling You
- 15. X Amount Of Words (Paul Oakenfold Remix)
- 16. X Amount Of Words (Carmen Rizzo Remix)
- 17. It's Just Me [Hidden Track]

### Teach Your Baby Well Live
- 1. For My Mother
- 2. You Make Me Smile
- 3. Sound of Pulling Heaven Down
- 4. What if We Could
- 5. She's My Ride Home
- 6. Let It Go
- 7. Angel
- 8. Drilled a Wire Through My Cheek
- 9. Everlasting Friend
- 10. Into The Ocean
- 11. 18th Floor Balcony
- 12. Overweight
- 13. X Amount of Words
- 14. Hate Me

Auf der Konzerttour wurden sechs weitere Songs gespielt, die auf der CD nicht enthalten sind. Diese Songs heißen Somebody, Balance Beam, Inner Glow, Chameleon Boy, Come In Closer und Clumsy Card House, die allesamt in ihrem dritten Album History for Sale enthalten sind (bis auf dem Song Balance Beam).

## Charts
Das Album war auf dem 106. Platz der Billboard Top-200-Charts und hielt sich dort 2 Wochen auf.